# بربارة نيلي
بربارة نيلي (بالإنجليزية: Barbara Neely)‏‏(1941، لبنان في الولايات المتحدة)؛ كاتِبة وروائية أمريكية. درست في جامعة بيتسبرغ.